# Lo Seix (Serradell)
Lo Seix és un indret d'antics camps de conreu, actualment abandonats i reconvertits en bosc, del terme municipal de Conca de Dalt, a l'antic terme de Toralla i Serradell, al Pallars Jussà, en territori que havia estat del poble de Serradell.
Està situat a ponent de Serradell, al nord del Camí de Can Llebrer. És a ponent, també de lo Palaut, al nord-est del Tros de Santa Maria i al nord de la Borda del Seix.